# Parti démocrate-chrétien biélorusse
Le Parti démocrate-chrétien biélorusse (PDCB), fondé en 2005, est un parti politique biélorusse d’influence démocrate-chrétienne, qui revendique la continuité de l’éphémère mouvement du même nom, ayant existé au début du XXe siècle.

## Organisations chrétiennes-démocrates en Biélorussie avant la seconde guerre mondiale
Le mouvement Démocrate-chrétien Biélorusse, au début du XXe siècle, a été fondé par des étudiants en théologie et des séminaristes Biélorusses. Le cercle démocrate-chrétien de Vilnius (Lituanie) publiait alors l’hebdomadaire Biełarus.
En 1917, des activistes Biélorusses, parmi lesquels les prêtres Adam Stankievič (en) et Vincent Hadleŭski (en), créent à Saint-Pétersbourg la première organisation politique chrétienne-démocrate du pays : l’Union Démocrate-Chrétienne Biélorusse (UDCB).
Le 6 novembre 1927, le parti Démocratie Chrétienne Biélorusse (DCB) est fondé à Vilnius sur la base de l’UDCB. Le parti est dès lors actif en Biélorussie occidentale. Tandis que la plupart des autres partis de Biélorussie occidentale étaient de gauche ou pro-soviétiques, la DCB se positionnait au centre droit.
Après la réunion de la Biélorussie occidentale et de la République socialiste soviétique de Biélorussie, de nombreux membres et dirigeants de la DCB furent victimes de la répression soviétique ou furent tués durant l’occupation du pays par les nazis. En pratique, le parti met fin à ses activités en 1939. Durant l’époque soviétique, les informations sur la DCB comme sur les autres organisations politiques non communistes sont classifiées et seulement accessibles aux historiens officiels du régime.

## Situation dans la Biélorussie moderne
Une première tentative de faire renaître la DCB eut lieu en 1991, mais les démarches administratives pour faire enregistrer le parti n’ont pas abouti.
En 2005, un groupe d’activistes démocrates refonde la DCB sous le nom de Parti démocrate-chrétien biélorusse.
Le PDCB désigne comme ses principaux objectifs la promotion des valeurs chrétiennes et du patriotisme biélorusse. Le parti, toujours dépourvu d’existence officielle, s’oppose au président Alexandre Loukachenko.
Le PDCB entretient des liens avec des groupes religieux. À la différence de la DCB, majoritairement catholique, le nouveau PDCB affirme réunir également des orthodoxes et des protestants.
En 2007, le Ministère de la Justice de Biélorussie refuse de reconnaître officiellement le PDCB.
Le PDCB a nommé Vital Rymasheuski (en) pour candidat à l’élection présidentielle Biélorusse en 2010.

### Prises de positions
La direction du parti choisit d’insister sur les aspects religieux et géopolitiques de son programme. Vital Rymašeŭski déclare « selon nous les lois de la République de Biélorussie ne devraient pas être contraires aux lois de la Bible, et inversement ». Un autre de ses représentants, Paval Sieviaryniets, déclare que le parti n’a pas besoin de pro-Européens, mais plutôt de chrétiens en quête d’une renaissance morale : « En Europe de l’ouest, il y a un système de traditions presque dépourvu de considération pour la Bible et la Chrétienté : ce ne sont pas les croyants qui forment le gros des électeurs de la démocratie chrétienne. Mais l’Europe de l’est a récemment connu un puissant renouveau chrétien, dont les principes bibliques constituent le fondement politique de la démocratie-chrétienne ».
Le PDCB a formulé des critiques virulentes sur la problématique du genre et les thématiques LGBT. Le 4 juin 2016, Paval Sieviaryniets affirme dans une interview accordée à Radio Free Europe que l’homosexualité comme norme sociale détruirait la nation biélorusse, que l’idée même de genre était exactement aussi dangereuse que la propagande raciste ou la provocation à la guerre de classe, et que les gays Biélorusses déshonoraient la mémoire de ceux qui sont morts en se battant contre l’URSS et l’Allemagne nazie.
Le parti est également favorable à l’abandon de la langue russe comme langue seconde de l’État en Biélorussie. Ce privilège important avait été accordé à la langue russe à la suite d’un référendum en 1995, avec 83,3 % de suffrages favorables enregistrés.

### Les Jeunes démocrates-chrétiens biélorusses
Le mouvement des Jeunes démocrates-chrétiens (JDC) de Biélorussie a vu le jour en 2009. Son congrès fondateur en mai 2010 a réuni plus de 50 délégués de toutes les régions de Biélorussie et des invités. Le congrès a élu le directoire des JDC, approuvé les statuts et développé sa stratégie à court terme. Luboŭ Kamienieva a été élu à sa direction. Le bureau national compte 13 membres (parmi lesquels 10 représentants de région). Le deuxième congrès s’est tenu en novembre 2012. 75 délégués ont accepté la mise à jour des statuts, élu une nouvelle dirigeante, Maryna Chomič, établi les priorités pour l’année suivante et présenté un plan de campagne politique. Maryna Chomič a proposé de rendre obligatoire l’instruction religieuse, centrée sur l’éthique chrétienne, dans les écoles de Biélorussie. Le troisième congrès d’octobre 2013 a fait le bilan des activités du mouvement et précisé ses plans pour l’année suivante. Nadzieja Hacak a été élue à la direction des JDC le 12 octobre 2019.